# Насилие!
«Насилие!» (англ. Outrage!) — кинофильм. Экранизация произведения, автор которого — Генри Денкер.

## Сюжет
После того, как по формальным причинам был отпущен человек, которого судили за изнасилование и убийство молодой женщины, её отец убил его. Признавая свою вину и отказываясь прибегнуть к версии временного помешательства, отец поставил своего адвоката в безвыходное положение. Тогда тот решил вызвать судью, отпустившего насильника, и тем самым бросить вызов всей юридической системе, приводящей к таким случаям.